# Синякин, Сергей Николаевич
Сергей Николаевич Синякин (18 мая 1953, пос. Пролетарий, Новгородская область — 24 ноября 2020, Волгоград) — российский  писатель-фантаст, подполковник милиции в запасе. Лауреат литературной премии имени А. и Б. Стругацких (1999).

## Биография
Родился в семье военнослужащего. С 1959 года проживал в Сталинградской области, с 1965 года — в Волгограде. После службы в армии с 1973 года служил в органах внутренних дел, пройдя путь от рядового милиционера до подполковника. В 1999 году по состоянию здоровья в звании подполковника милиции уволен в запас с должности начальника городского отдела по раскрытию умышленных убийств и иных тяжких преступлений против личности.
Скончался на 68-м году жизни в одной из волгоградских больниц, от осложнений после коронавирусной инфекции, последнюю неделю пребывал в состоянии искусственной комы.

## Работы
Дебютная публикация — повесть «Шагни навстречу», напечатанная в 1988 году в городской газете. В 1990 году опубликована первая книга Синякина — сборник рассказов «Трансгалактический экспресс», в 1991 году — сборник «Лебеди Кассиды», после чего Синякин на девять лет перестал публиковаться.
В 2000 году в журнале «Если» вышла повесть «Монах на краю Земли», высоко оценённая критикой и получившая престижные жанровые награды. После этого у Синякина было опубликовано около десятка книг: «Монах на краю Земли» (2000), «Владычица морей» (2000), «Вокруг света с киллерами за спиной» (2001), «Злая ласка звёздной руки» (2001), «Люди Солнечной системы» (2002), «Операция прикрытия» (2003), «Пространство для человечества» (2004), «Заплыв через реку Янцзы» (2004).

## Награды
За повесть «Монах на краю земли» (1999 год) удостоен:
- премии «Интерпресскон-2000»;
- премии «Бронзовая улитка-2000»;
- премии «Сигма-Ф» в номинации «Лучшая фантастическая повесть»;
- премия имени братьев Стругацких в номинации «Лучшее художественное произведение в области фантастики»;
- приза читательских симпатий журнала «Если» за лучшую повесть 1999 года.